# Cyclosa kashmirica
Cyclosa kashmirica là một loài nhện trong họ Araneidae.
Loài này thuộc chi Cyclosa. Cyclosa kashmirica được Lodovico di Caporiacco miêu tả năm 1934.